# Meule à Giverny
Meule à Giverny est une huile sur toile (60,5 × 81,5 cm) peinte en 1886 par le peintre français impressionniste Claude Monet. Elle est exposée au musée de l'Ermitage de Saint-Pétersbourg.
La toile représente une meule de foin au premier plan en été au bord d'un champ encore ensoleillé. Au fond les bâtiments d'une ferme se détachent sur fond de haies d'arbres, alors que le ciel changeant, à l'horizon, commence à devenir nuageux et l'atmosphère venteuse.
Il apparaît que Monet ait revisité la scène de sa toile Champ de Coquelicots à Giverny (W997), datant de 1885, qui représente quasiment la même vue, à l'exclusion de la meule de foin.

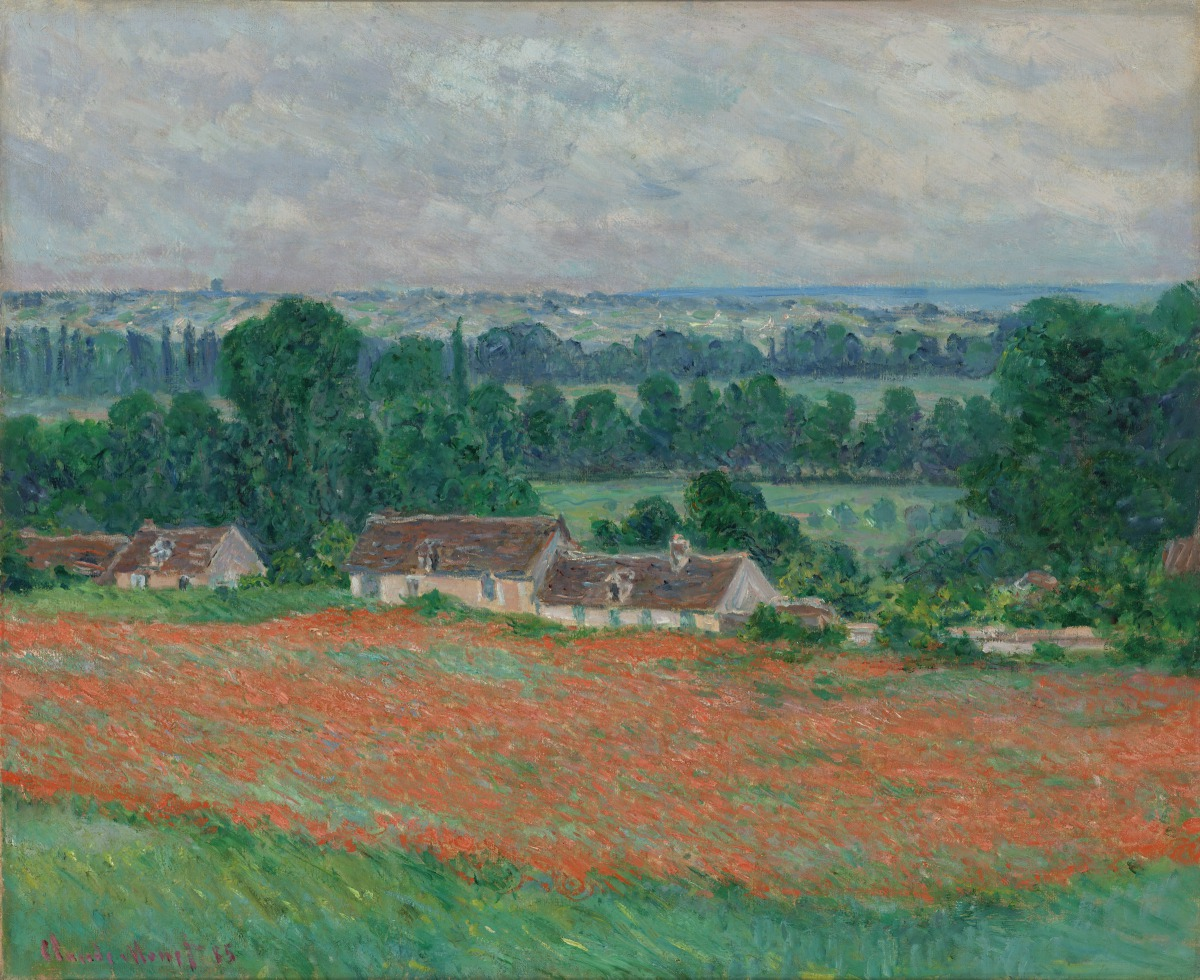
Champ de Coquelicots à Giverny, Claude Monet, 1885 (anc. Coll. Paul Mellon, Musée d'art de Virginie, USA)

Monet a peint une vingtaine de toiles représentant des meules de foin, qui font aujourd'hui partie des collections de grands musées du monde (dont une exposée au musée d'art Ōhara au Japon) ou de collections privées. Si leur titre fait penser à la série des Meules représentant des gerbiers de blé qu'il exécutera plus tard, la place du sujet est plus accessoire.